# DREVO
Максим Дерев'янчук, більш відомий як DREVO (нар. 11 грудня 2001, Вараш, Рівненська область, Україна) — український співак, автор і виконавець пісень. Фіналіст нацвідбору на «Євробачення-2024», посів 9 місце.

## Життєпис
Максим Дерев'янчук народився в Вараші, нині Вараської громади Вараського району Рівненської області України. Співає з дитинства.
Навчається в Київському політехнічному інституті ім. Сікорського».

## Творчість

### Сингли
- «Завітавши в храм» (2023)
- «Ластівка» (2023)
- «Самолітом» (2023)
- «Життя Розпусне» (2023)
- «Біг навипередки» (2023)
- «Життя розпусне» (2023)
- «В небі танго» (2023)
- «Endless chain» (2024)
- «Терпи козак» (2024)
- «Відповідай» (2024)
- «Муза» (2024)
- «Банзай» (2024)
- «Шкереберть» (2024)
- "Жага " (2024)
- "40 днів " (2024)
- "Де би де би " (2024)
- «Вдома напівгола» (2024)
- «Я просто вірив» (2025)
- «Смарагдове небо» (2025)

### Кліпи
- «Завітавши в храм» (2023)[3]
- «Ластівка» (2023)[3]
- «Самолітом» (2023)[3]
- «Життя Розпусне» (2023)
- «Біг наввипередки» (2023)[3]
- «В небі танго» (2023)
- «Муза» (2024)
- «Я просто вірив» (2025)
- «Смарагдове небо» (2025)